# 陳濟棠
陳濟棠（1890年2月12日—1954年11月3日），字伯南，廣东防城人（現屬廣西防城港），漢族，中華民國陸軍一級上將，前廣東省政府主席、海南特別行政區首任行政長官、總統府資政，曾長期主政廣東，政治上与南京中央政府分庭抗礼，经济、文化和市政建设方面頗有建樹，有「南天王」之稱。主政广东时，广州工商业和市政建设成绩卓著，为广州打下现代化基础。

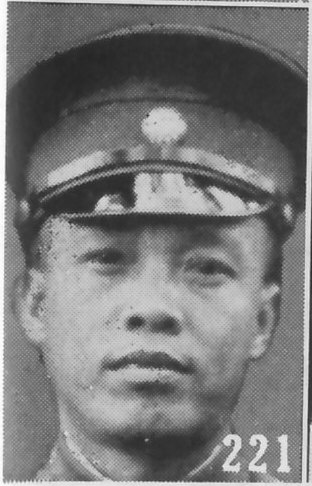
陸軍一級上將陳濟棠

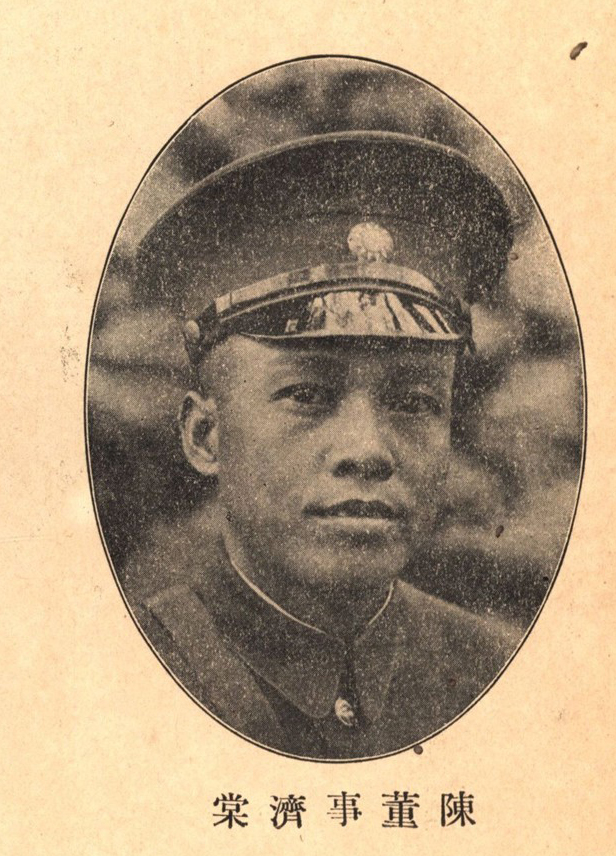
陸軍一級上將陳濟棠

## 生平

### 家族及早年
其父陳謙世代務農，耕讀傳家。其五兄是曾任國民政府廣州鹽運高官及禁煙局局長陳維周:29。其長兄濟華早年曾在防城東興幹過星相業，陳六歲時入其叔金湘所設村塾啟蒙，十七歲隨五兄維周入防城小學攻讀:29。
1890年，陳濟棠出生於廣東省防城縣:29。自六岁起，陈济棠便入读村塾，接受了完整的传统儒家教育。光緒三十四年（1907），陳濟棠17岁時考入廣東省陸軍小學堂，接受現代軍事教育。在學期間，由該校教官鄧仲元介紹與同班同學鄧演達等秘密加入同盟會，並參加了辛亥革命。1912年陳濟棠考入廣東陸軍速成學校步兵科，次年畢業。畢業後曾在瓊崖督辦轄下蘇汝森團任機關槍連排長，在二次革命廣東省反袁世凱代理人龍濟光的戰役期間因廣東地方部隊戰敗遭到解體，脫隊的陳濟棠投靠在肇慶舉兵的護國軍，成為護國軍林虎統率之廣東陸軍第二軍第二團連長，後升任營長。
民國九年（1920），擔任粵軍參謀長的鄧鏗授命編成一支新部隊，為粵軍第一師，陳濟棠受鄧鏗招攬脫離林虎部隊，轉入粵軍第一師，擔任下轄之第二旅第四團第一營營長，在民國十一年（1922）陳炯明與孫中山決裂後，陳濟棠的直屬上司，第四團團長陳銘樞因不願配合陳炯明，決定辭職到南京學佛，第四團團長一職在此時由陳濟棠所接掌。
在親孫中山的廣東實力派軍閥的調度下，陳炯明部隊遭到親孫系廣東部隊與護國滇軍、舊桂系等外省籍部隊夾擊戰敗，陳炯明被迫讓步與孫中山和解。陳濟棠在該段時間得到古應芬的推薦，於民國十二年（1923）春晉升粵軍第一師所屬第二旅旅長。

### 中年

#### 國民革命軍初期
陳濟棠所屬粵軍曾三次率部入廣西省，協助新桂系對抗舊桂系勢力，爭取新桂系與中華民國陸海軍大元帥大本營之間的互信與合作。在肇慶兼任西江督辦公署參謀長:30。
1925年7月，國民政府在廣州成立，粵軍第一師於此時改組為國民革命軍第四軍。李濟深升為軍長，陳濟棠部隊改名為國民革命軍第11師，陳濟棠續任該師師長之職。陳濟棠指揮的國民革命軍第11師在同年年初因支援新桂系，因此未參加第一階段東征戰役，僅投入第二次東征和南征戰役，頗著戰功:29。

#### 留守廣東
1926年國民革命軍北伐初期，陳濟棠配合第四軍留守廣東，11師部隊分駐高州、雷州、欽州、廉州。陳一面收編在欽縣的鄧本殷殘部張瑞貴部成立補充團，一面對徐聞、合浦、茂名、陽江各屬土匪進行清剿。陳濟棠駐紮北海期間，對當地工人運動、農民運動均不予支持；同時，又使其兄陳維周去承辦各項捐務謀取厚利。陳濟棠和他的親信師參謀長李揚敬及師政治部主任林翼中密商挽救辦法，決定請求赴蘇聯考察。1927年春，陳濟棠終請得以國府名義到蘇聯洽商購買軍火及訓練飛行員事宜，率林翼中暨空軍及其他技術人員二十多人前往蘇聯考察:29。
1927年4月，清黨後不久，兩廣當局便將第十一師從欽、廉、高、雷調回廣州擔任警衛工作，陳濟棠在蘇聯得知這個消息，便於是年6月由蘇聯回國。抵粵後，初時托病入中山大學附屬第一醫院留醫，以觀風色:29。一面使他的親信李揚敬、林翼中、林時清等四出活動，向各方疏通；一面請托當時廣東省政府財政廳廳長古應芬向李濟深進言，給他復任第十一師師長職務:29。由於古之力薦，陳順利復職:30。此時廣東正在擴編軍隊，第三十三團團長黃鎮球升任國民革命軍新編第三師副師長，遺缺由葉肇升任，與陳有矛盾之第十一師副師長鄧世增調任第八路軍參謀長，其副師長職務由11師31團團長余漢謀繼任:30。

#### 對共戰爭與張黃事變
1927年8月，中國共產黨南昌武裝兵變。9月，共軍南下入廣東。李济深命陈济棠、薛岳、徐景唐分率國民革命軍第11師、新編第4師、第13師共1.6万人组成“东路军”由河源东进、寻找共军主力决战。东路军官兵多为廣東人，遂奋勇应敌。28日，双方首次交火，共军主力6,500余人在揭阳县山湖击溃东路军一部，随后进攻至汾水村，与东路军主力展开鏖战。至30日，共军主力伤亡近半，无力再战，乃向揭阳方向逃亡。四日后，他们又在普宁新安的莲花山遭东路军截击，大部溃散。10月，陳曾率部參加阻擊南昌南下至潮梅由葉挺、賀龍所率領之軍隊，兩軍在豐順相遇，當時戰況極為激烈，葉、賀軍因彈盡敗退海陸豐，是即「湯坑之役」:30。
不久，由前線回師的前方第四軍首領張發奎、黃琪翔又和汪精衛聯合起來，打著「護黨救國」旗號，驅逐李濟深，獨佔廣東，一般人稱為「張黃事變」:30。陳濟棠擁護李濟深，率部在東江上游參加對張發奎部隊作戰:30。陈济棠、钱大钧分別指挥驻闽粤籍将领陈铭枢指挥的第十一军共两个师，作為东路军。1928年1月1日，东路军进抵增城、花县，在東江上游參加對張發奎部隊作戰:30。張發奎部隊被驅逐出粵境後，李濟深由南京回到廣東，復任中央政政治會議廣州分會主席、廣東省政府主席、第八路軍總指揮等職務:30。陳在潮梅取得財政收入和擴編軍隊:30。其後陳升任第四軍軍長，又兼任西區善後委員，統轄余漢謀第十一師、香翰屏第十二師、陳章甫第二十五師，駐紮廣州:30。陳修築公路、發展珠三角洲航運業及改良各城鎮、興辦學校、裝設全區電話網等:30。同時陳又在防地內徵收煙、賭保護費；此外，他密結財政廳長馮祝萬，與國民政府文官長古應芬緊密聯繫，互通聲氣:30。並通過古取得胡漢民好感:30。因此，在中國國民黨第三次全國代表大會時，他得以當選為中央執行委員:30。
1928年3月1日，李濟深將國民革命軍第八路軍總指揮部改稱為廣東編遣區主任辦事處，各軍改稱為師，各師改稱為旅，以陳為第一師師長，徐景唐為第二師師長，蔣光鼐為第三師師長、蔡廷鍇為獨立第一旅旅長、鄧世增為第二獨立旅旅長:30。

#### 蔣桂矛盾與陳濟棠的上台
李宗仁、白崇禧與李濟深以廣西同鄉關係聯合以武漢為对抗蒋介石的根據地。:30蔣一面集結兵力向武漢進迫；同時派吳稚暉來廣東，請李濟深到南京出席中國國民黨中央執監聯席會議，並商談和平解決各軍編遣問題。:30
在蒋、桂关系恶化时，蒋中正便已派遣国民政府文官长古应芬赴粤，以考察为名策动粤籍干部反桂。古应棻在广州与广东省主席陈铭枢、江防司令陈策及陈济棠三人频频接触，政界一时流传起“三陈倒李”的说法。當時陳銘樞從北伐後升任第十一軍軍長。:30李濟深於上一年8月把廣東省政府主席職位讓給陳銘樞。:30
古應芬向蔣推薦陳濟棠代李濟深掌握軍權:30。李濟深幕內馮祝萬，也向蔣作同樣之條陳:30。陳濟棠接到古應芬秘密傳來訊息後，便故作鎮靜:30。
1929年蔣桂戰爭起，李濟深被蔣介石扣押在南京湯山。李济深被囚后，粤籍诸将陷入一片惊愕，有人主张联桂讨蒋。在此关键时刻，陈济棠于3月30日在白鹅潭的军舰上召开记者招待会，宣布自己遵从蒋中正的命令，正式出任“广东编遣区特派员”，同时要求驻广州的三个桂军团立即撤走。桂军不敢强抗，撤走。次日，陈济棠离舰上岸，在广州城内设特派员办公室。之後，陳升任第四軍軍長兼廣東綏靖委員，駐扎廣州，然後再任第八集團軍總司令:31。至此，陳濟棠表示支持蔣介石，兵不血刃地结束了新桂系对广东的主宰，成为执掌广东军权的人物。
1931年2月28日，蔣介石軟禁胡漢民於湯山，胡親信古應芬逃出南京到香港，即派人到梧州策動陳濟棠反蔣；陳一面以巨款接濟古應芬去聯絡各方反蔣，一面派香翰屏為代表與李宗仁、白崇禧講和，重修舊好。4月下旬，古應芬和中國國民黨中央監察委員鄧澤如、蕭佛成、林森等，公開聯名打電報給中國國民黨中央提出彈劾案；陳濟棠跟着將在廣西軍隊撤返廣東肇慶、韶關，由兩廣將領聯名通電擁護彈劾案。廣東省政府主席陳銘樞藉出巡為名，離職往上海，然後轉到廬山去投蔣；陳濟棠指定民政廳長許崇清暫行代理廣東省政府主席職，面派兵收繳陳銘樞駐紮黃埔之翁照垣、黃固兩個保安團槍械。5月中旬以後，汪精衛、孫科、李宗仁以及古應芬、鄧澤如、蕭佛成、鄒魯等陸續來到廣州，於6月初舉行中國國民黨中央執監委員會非常會議，並另成立廣州國民政府，與南京國民政府對抗，出現寧粵分裂；陳濟棠乘機將第八路軍擴編為第一集團軍，自任總司令，以繆培南為參謀長，以余漢謀、香翰屏、李揚敬分任第一、二、三軍軍長，各轄2個師，另編教導師1個、獨立師2個、獨立旅2個、獨立團8個和砲兵團、戰車營等，很快擴充到15萬人以上。同年9月發生九一八事變，南京釋放胡漢民（於10月初恢復自由），蔣介石下野為先決條件，11月初寧粵互派代表到上海議和，通過談判協議寧粵復合。廣州召開中國國民黨第四次全國代表大會，會上接受胡漢民建議，決定在廣州成立中國國民黨中央執行委員會西南執行部和國民政府西南政務委員會，於1932年初成立，陳濟棠和李宗仁均任常務委員:32。
陳濟棠、唐紹儀等在廣州通電反蔣。在陳濟棠統治廣東5年間，中國國民黨廣東省黨部和廣州市黨部始終以陳濟棠親信林翼中、黃麟書分任主任，把持一切:32。陳濟棠兩度派廣東財政廳長區芳蒲偕廣東合作事業局長溫晉韓（溫仲琦）北上與中央政府協商，1936年兩方同意內定蔣介石為總統、陳濟棠為副總統，但蔣介石因個人因素而拒絕與陳濟棠合作。
之後數年，陳集廣東黨政軍大權于一身，人稱「南天王」:33。

### 主政廣東

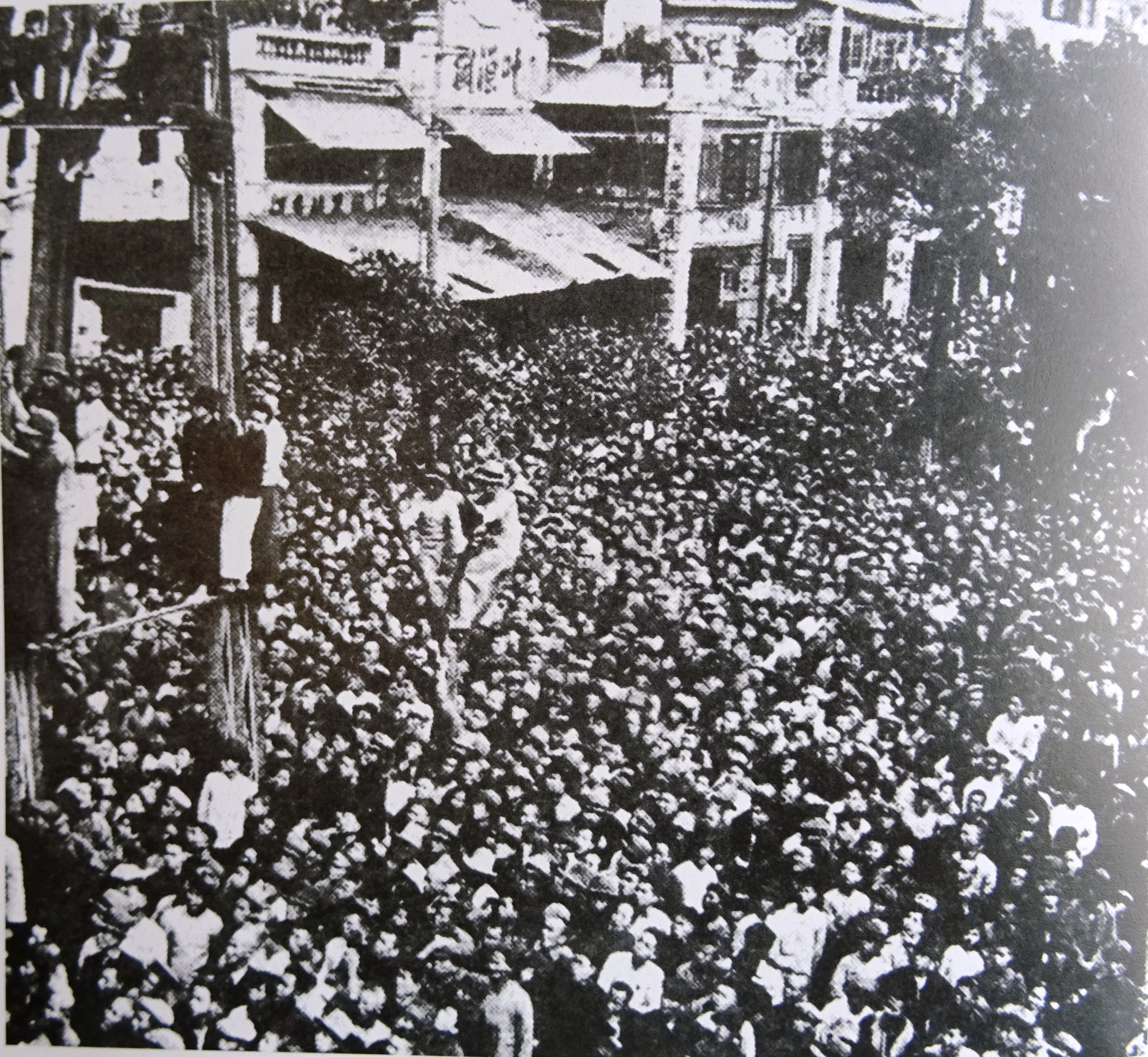
1933年海珠橋開通日北岸人山人海。

陳濟棠主政期間（1929年-1936年），對廣東發展有建樹，制訂《广东三年施政计划》，描繪了广东1932～1935年的發展大綱。先後興建各類工廠、港口、公路、大學/中學/小學等。廣州百业繁荣，市政建设成绩显著，海珠橋、中山紀念堂、中山大学、德明中學五山新校舍（陳亦曾任省立中山中学校长）、爱群大厦等等，以及30多条马路，皆是陳濟棠主政廣東時興建，被称为广州的黄金时代:34。广州更一跃而成为南中国的“首善之区”和繁华大都市（人口达112万）。那时，市郊农民常将农产品“拿到香港市场去卖，卖了钱，一头洋面粉，一头洋饼干，挑回家吃”；“茶楼二分之一以下的厅堂生意最热闹，可见平民和劳动界的享受普遍”；而“外人初到广州游览，常叹广州近年物质之进步。盖高楼大厦，车水马龙，颇足眩人耳目。”

#### 公共建设
陳濟棠主粤，由1932年到1935年内，开辟市内和郊区路线近30条，拓阔内街1300余条，完成粤汉铁路建设，在广州珠江沿岸建码头数十座，建成天河机场。
1933年建成广东第一条公路干线广汕公路，公路通车里程跃居全国第一。与广西合办西南航空公司，这是中国第一家全华资航空公司，除多条国内航线外，还开通了从广州到越南河内的国际航线。设长途电话管理处，统一办理全省电话业务。到1935年，全省100个县、市中，除海南乐东等三县外，均有电话设置，“其规模之大，是以比拟先进之邦而无愧”。

#### 工商、服務業發展
陳濟棠通过時廣州市長林雲陔與其子林崇真，羅致大批留美學生與專業人士，幫助廣東建立大批現代化工業，建起西村工業區、河南紡織區（現大元帥府紀念館一帶）、蔗糖工業等，經濟效益十分顯著，同時擴大了就業。规划了市中心商业区，將惠爱路、上下九路和西濠口商业区规划为广州的中心商业区，建成中山戏院、新华戏院、新华酒店、新亚酒店等。据描述，当时“广州的大街小巷布满商店”，平均约50人就有一间商舖。

#### 基层保障

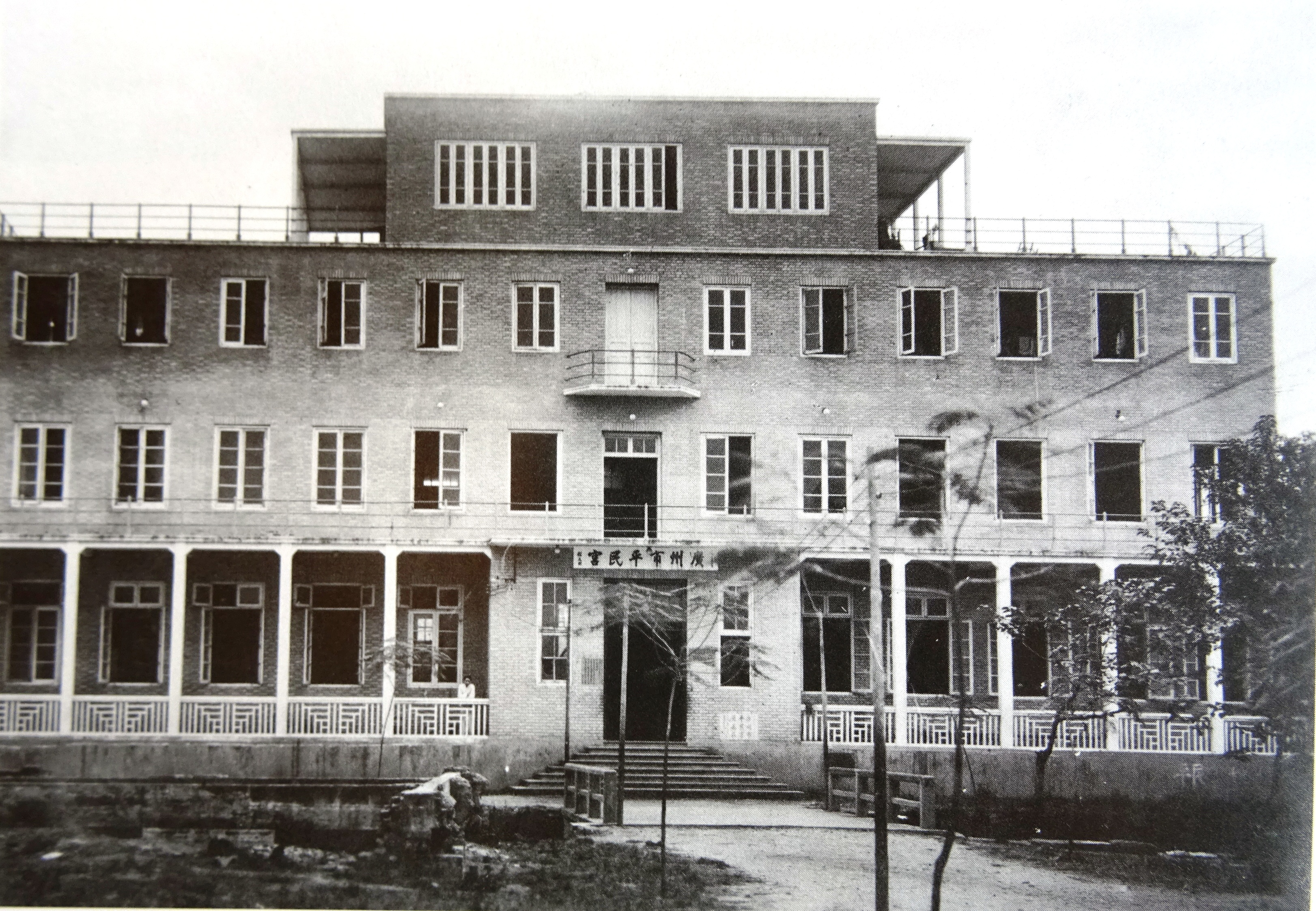
大南路平民宮於1931年尾落成，由林克明設計，現時為燈飾城使用改動較多

1929年10月至次年6月，贫民教养院新院舍在石牌相继落成，老人陆续迁入。原东较场老人院改兴办平民居留所，解决市民特别是贫民的住屋困难，亦以辅助贫民教养院开销。1930年9月5日，平民居留所正式对外营业，时人叫它做“平民宫”。住屋占地面积32井（1井即2500平方米），四周园林景色，道路树木婆娑，住室平排，全部单人式，可住290人。室内有床帐、枕蓆、家私用具、电灯水池、浴室厕所等，还设有书报室、收音机等。截至1931年9月，平民居留所累计收留过过千小贩、工人等劳苦人士。
1929年陈济棠将所截获桂系军阀走私罚款6万银元，给予广州市政府，划拨位于大南路与高第街之间的原广东省军事厅旧址，用于建设平民宫。1931年8月竣工，占地约1600平方米，分为前后两座，前座四层，设礼堂、会客厅与办公室；后座三层，除可容纳400多人的平民宿舍外，另设有夜校和图书室。平民宫投入使用后，配套设施不断完善，1934年底至1935年，这里增设了贸易部，还特意设立了小贩贷款处。平民宫每月开支约为900银元，由市政府核准划拨。
1932年起，市工务局开始筹划兴建劳工安集所，建筑费用除市政府下拨之外，还向社会各界募捐。相继建成供来省城务工乡友的工人宿舍，有珠江铁桥（今海珠桥）南便桥脚与北便桥脚各一劳工安集所，法政南路八旗会馆旧址第一号与第二号劳工住宅，河南同庆路义居里第一号与第二号劳工住宅等。

#### 教育文化
這段時間，陳濟棠增设大批职业学校，扩充平民学校、补习学校，创办省立国医学院、广东陆军军医学校等，培养大批军医人才。国立中山大学在石牌建设新校，在建设资金无以为继时，陈济棠多方设法，除要求全省党政军官员“捐薪”，还多次向蒋介石及中央政府要求拨款。石牌新校建成后，中山大学获“世界第一大学校”美誉（梁漱溟语）。在广州国民党 “四大”上，陈济棠倡议设立省立勷勤大学，以纪念国民党元老古应芬（字勷勤）历年关照提携之恩，由時省政府主席林云陔亲任校长，分设师范学院、工学院、商学院三所学院。
陳濟棠主張復興中國的「固有道德」，要求中小學以讀經（《大學》、《中庸》等儒家經典）為主要科目，每週至少授課6小時，中等以上學校必修《孝經》；他重修孔廟，恢復了孔子、關羽、岳飛的官方祀典（清亡後停止）；並在姨太莫秀英影響下，參拜南海神廟等廣州著名廟宇。這些舉動被胡適等人視為復古倒退，遭到各階層人士的激烈批判。
當時廣東初小使用的政治教科書《新公民讀本》，第一課便是「陳總司令愛我，我愛陳總司令」，培養個人崇拜。

#### 取締奇裝異服
陳濟棠響應國民政府新生活運動中關於反對「奇裝異服」的主張，認為短袖等女裝「奇裝異服」是「人心不古，世風日下」的表現，以「改良社會風化，挽救世道人心」為由，提議廣東政治研究會制定服裝標準。
此標準經議會通過，省政府得以執行，命省會公安局與廣州市社會局協同辦理。兩局發出佈告、傳單，組織女子宣傳隊到公共場所演講，十幾天後未見收效，乃於1935年9月1日開始強制取締「奇裝異服」。
9月1日，省會公安局派大批休班武警分赴市內各裁縫店，發現奇裝異服一律沒收、焚毀，使得短袖等女裝立時絕跡。但仍有些具備勢力之人表示反對，不肯切實執行。
1936年初夏，廣東當局公佈婦女標準，規定衫腰之闊窄、衫裙之長短及衣袖是否過肘等方面。5月5日，省公安局派出三十多個「維持風紀隊」，遇有衣著違反標準之婦女，即拘捕上車回局，在其袖上蓋「違反標準服裝」字樣之印記；路人見狀，往往趁機嘲弄這些婦女。

#### 社會問題：烟、赌、娼
陈济棠允许在广东公开设立烟馆；情況如下：
- 早在陈济棠驻防南路时，陈维周就凭借陈济棠势力承办地方防务税捐，走私贩毒。
- 陈济棠统治广东时期，每年从烟赌收入的巨款，除分赃外，尚有相当部分作为补充军队的军费，因此，其部队所到之处，即以“禁政”随之，其实质是军队武装走私鸦片并实行专卖。
- 在陈济棠以前，鸦片烟专卖的月饷不过50万元，后来陈维周委托霍芝庭接办，月饷由50万元一跃而至100万元。
- 霍芝庭成为陈济棠统治时期的烟赌总承包商。但霍自己始终不出头露面，只进行幕后活动。如赌馆“裕泰公司”，由吴礼臣出面经营；禁烟局长，先是周景臻，后是温仲声，都是陈济棠指派的僚属。
- 霍芝庭承包的烟赌饷，按三种形式进行分配，即：公开的、半公开的、不公开的。公开的缴纳给省财政行部分；半公开的交给第一集团军三个军的军需处；不公开的是发给各级将官的每月特别津贴。
- 霍芝庭被称为陈济棠的“烟臣”和“大荷包将军”。烟馆则美名为“谈话所”。
- 为了“维持市容”，广州河北区只淮在横街内巷开设，不能设在马路通衢；河南地区则处处都可开设。

陈济棠统治时期，广东赌风之盛，殊为惊人：当时，赌博的种类很多，最普遍的有麻雀、番摊、牌九、山铺票、铺票、花会、骰宝等等；不但在城市中盛行，在乡村里也非常流行。
1935年冬至1936年4月，莫秀英曾在广州荔湾冲西岸办了一家非公开的俱乐部，人们称之为“文武赌场”：内分“文德”、“武功”、“内教”三部分，名义上为清淡游乐的地方，实际上是供官僚赌博以及卖官、行贿论价的场所。
陈济棠统治时代，嫖妓风气，极其广泛：政府当局设有“花捐”，以人为货；花捐还附加“国防”或“浚河”等费。这实际只是把卖淫通过“花捐”之征收而承认其“合法地位”。花捐招商投承，由广州市财政局定出每年花捐收入底额，定期公开招商投承水陆花捐，以价高者得。投得者由财政局发给一纸“公文”，承商便可挂出“承办广州市水陆花捐××公司”的招牌来收花捐，这个公司称为“总商”。“总商”又划分水陆或不同地段另行招商投承，这些人叫做“分商”。在“分商”投得后，按投额及利润分配于妓女身上，妓女实是最大的花捐承担者和受害者。

#### 下野
陳濟棠还暗中收购中共苏区钨矿砂，在香港转手倒卖，帮助了红军度过经济封锁难关。1935年，陳晉任為一級上將
。
到了1936年秋天，陳維周也破例被任命為警衞軍軍長。:381936年6月，陳與新桂系聯合，以“抗日救國軍”名義反蔣（两广事变）。但陳手下空軍大隊大多不願跟從他叛變中央, 司令黃光銳於7月帶領48架飛機飛往南昌投奔南京。陳手下其他大將，如余汉谋等，亦通電表示服從中央。陳濟棠被迫出走香港，廣東多年經營成果拱手讓給蔣中正。:41
陈济棠到香港后，蒋介石派黄镇球去安慰他，说将来借重他的地方还多。此后陈济棠即出洋考察。1937年全面抗战爆发后，陈济棠由欧洲回国，任国民政府委员及最高国防委员和战略委員會委员。1940年春，更任国民政府农林部长。

### 晚年
1949年，任海南行政長官兼海南警備司令。9月14日，海南特區軍政聯席會議開幕:9009。1950年到台灣，被蔣介石聘為總統府資政。1954年11月3日卒於台北，獲厚葬於新北投。

## 墓園

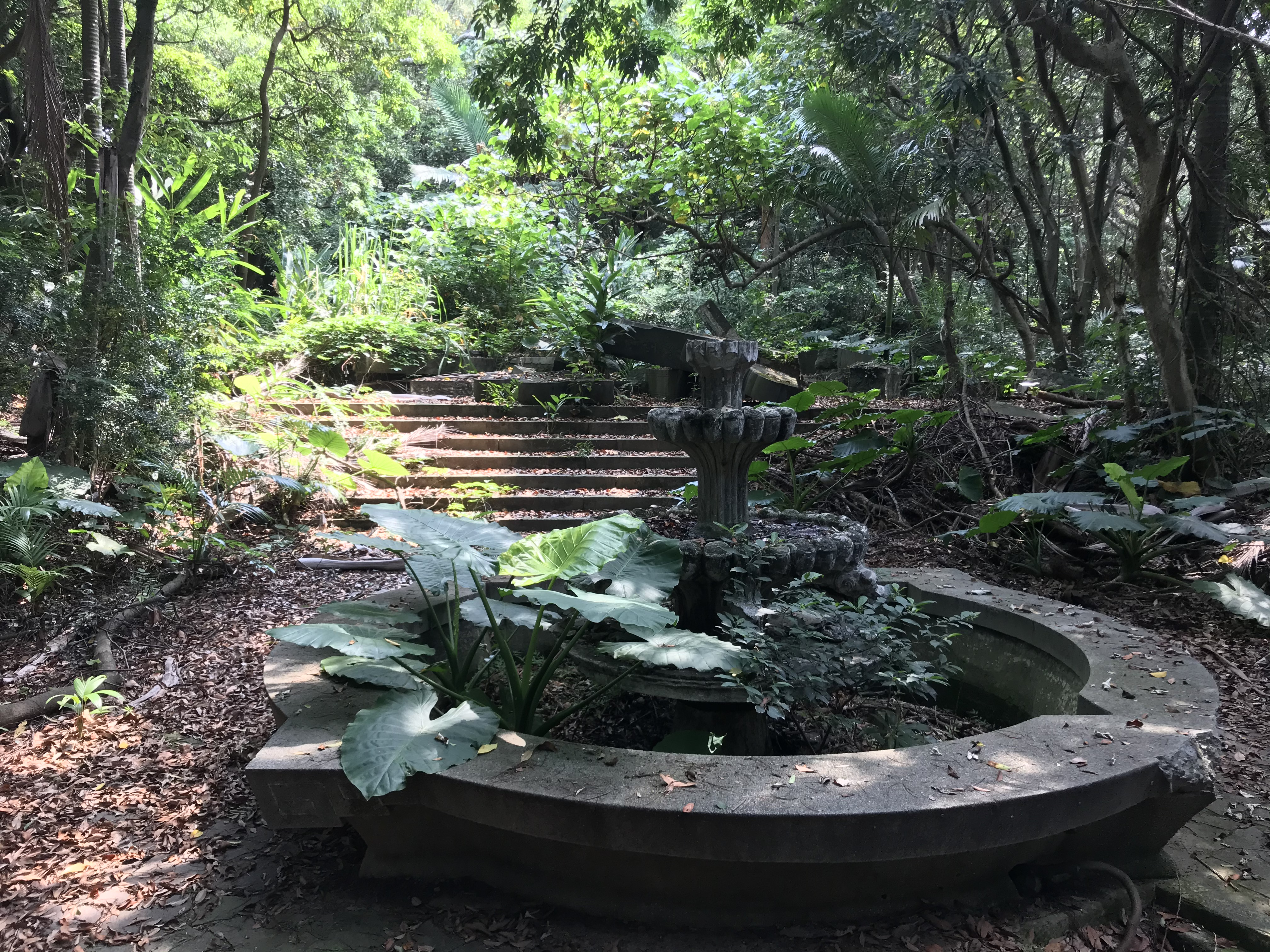
北投陳濟棠墓園噴泉與墓塚遺跡

陳濟棠將軍墓園原址為台北市北投區奇岩路105號，墓園完成之初相當雄偉壯麗，然而在1992年，陳濟棠將軍的後代將其骨骸揀拾遷葬到廣東湛江湖光岩，原址因長年缺乏維護目前已呈現頹傾荒廢狀。

## 後人
家中一共有18个儿女，其中莫秀英共生下七子四女。三子陳樹桓是1950年代香港政界人物，1959年至1967年任香港市政局議員；十子陈树柏在1994年9月在美国硅谷成功创办了国际科技大学；十二子陳樹杰則現為香港利苑飲食集團主席；女兒陳寶馨則在台灣創立德明財經科技大學。
陳濟棠在廣州東山梅花村興建陈济棠公馆，作為個人府邸。
1980年9月10日，邓小平在接见从美国回国参观的陈济棠第十子陈树柏教授时，曾说了一段颇令陈树柏意外的话：“令尊治粤8年，确有建树，有些老一辈的廣東人还在怀念他。”邓小平还亲笔书写鲁迅诗“度尽劫波兄弟在，相逢一笑泯恩仇”赠与陈树柏。
香港的珠海書院亦為陳濟棠戰後於廣州所建。

## 軼事
陳濟棠於1937年抗戰期間，以私產700萬捐助政府抗戰，此事刊於《良友畫報》。